# Hydroptila pedemontana
Hydroptila pedemontana is een schietmot uit de familie Hydroptilidae. De soort komt voor in het Oriëntaals gebied.